# ERMN
ERMN (англ. Ermin) – білок, який кодується однойменним геном, розташованим у людей на 2-й хромосомі. Довжина поліпептидного ланцюга білка становить 284 амінокислот, а молекулярна маса — 32 783.
| 10         |  | 20         |  | 30         |  | 40         |  | 50         |
| ---------- |  | ---------- |  | ---------- |  | ---------- |  | ---------- |
| MTDVPATFTQ |  | AECNGDKPPE |  | NGQQTITKIS |  | EELTDVDSPL |  | PHYRVEPSLE |
| GALTKGSQEE |  | RRKLQGNMLL |  | NSSMEDKMLK |  | ENPEEKLFIV |  | HKAITDLSLQ |
| ETSADEMTFR |  | EGHQWEKIPL |  | SGSNQEIRRQ |  | KERITEQPLK |  | EEEDEDRKNK |
| GHQAAEIEWL |  | GFRKPSQADM |  | LHSKHDEEQK |  | VWDEEIDDDD |  | DDNCNNDEDE |
| VRVIEFKKKH |  | EEVSQFKEEG |  | DASEDSPLSS |  | ASSQAVTPDE |  | QPTLGKKSDI |
| SRNAYSRYNT |  | ISYRKIRKGN |  | TKQRIDEFES |  | MMHL       |  |            |

A: Аланін

C: Цистеїн

D: Аспарагінова кислота

E: Глутамінова кислота

F: Фенілаланін

G: Гліцин

H: Гістидин

I: Ізолейцин

K: Лізин

L: Лейцин

M: Метіонін

N: Аспарагін

P: Пролін

Q: Глутамін

R: Аргінін

S: Серин

T: Треонін

V: Валін

W: Триптофан

Кодований геном білок за функцією належить до фосфопротеїнів. 
Задіяний у такому біологічному процесі, як альтернативний сплайсинг. 
Білок має сайт для зв'язування з молекулою актину. 
Локалізований у цитоплазмі, цитоскелеті.